# レジャー・アクティビティ・ビークル

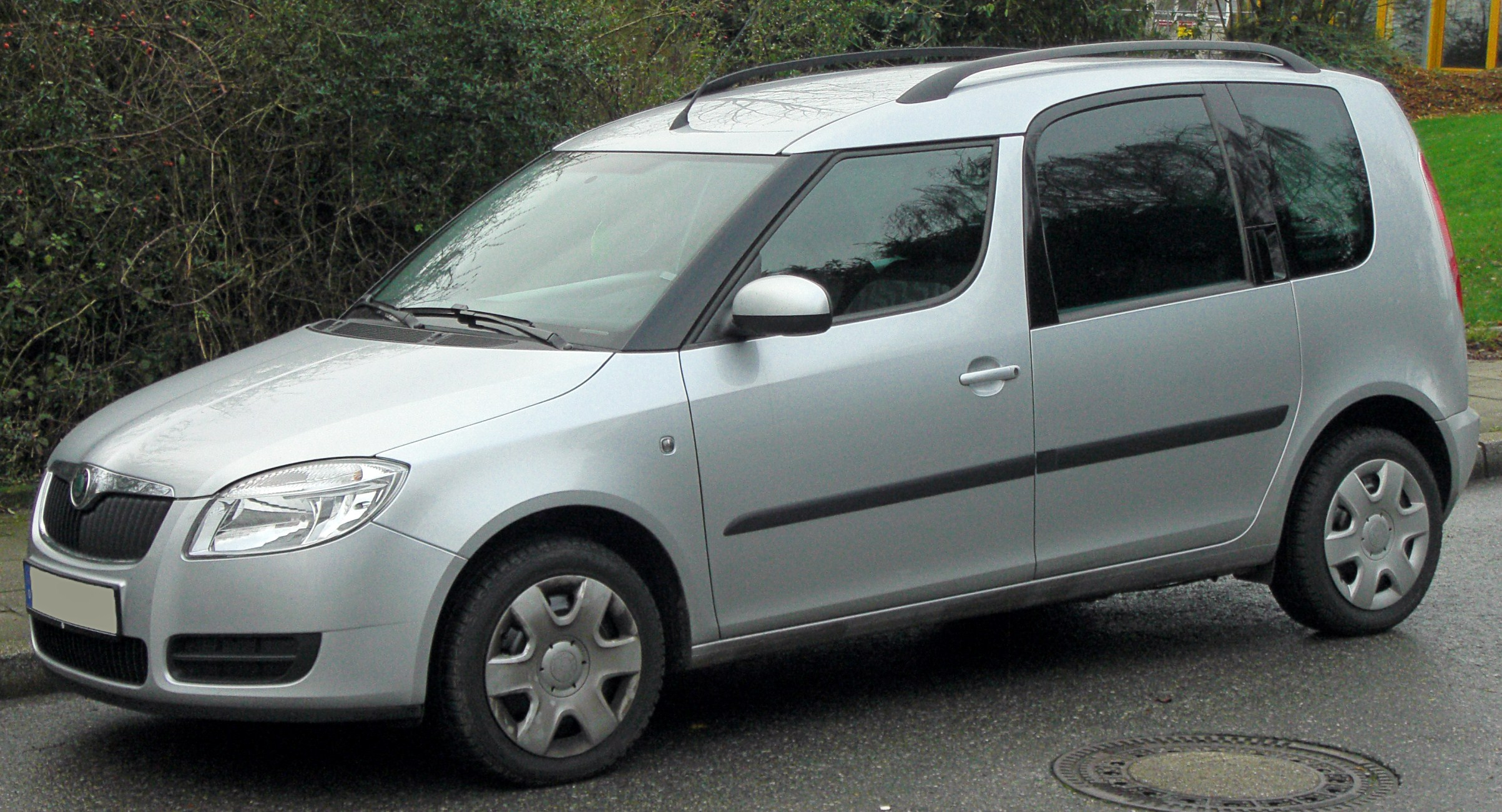
現代的なLAVの一つ、シュコダ・ルームスター

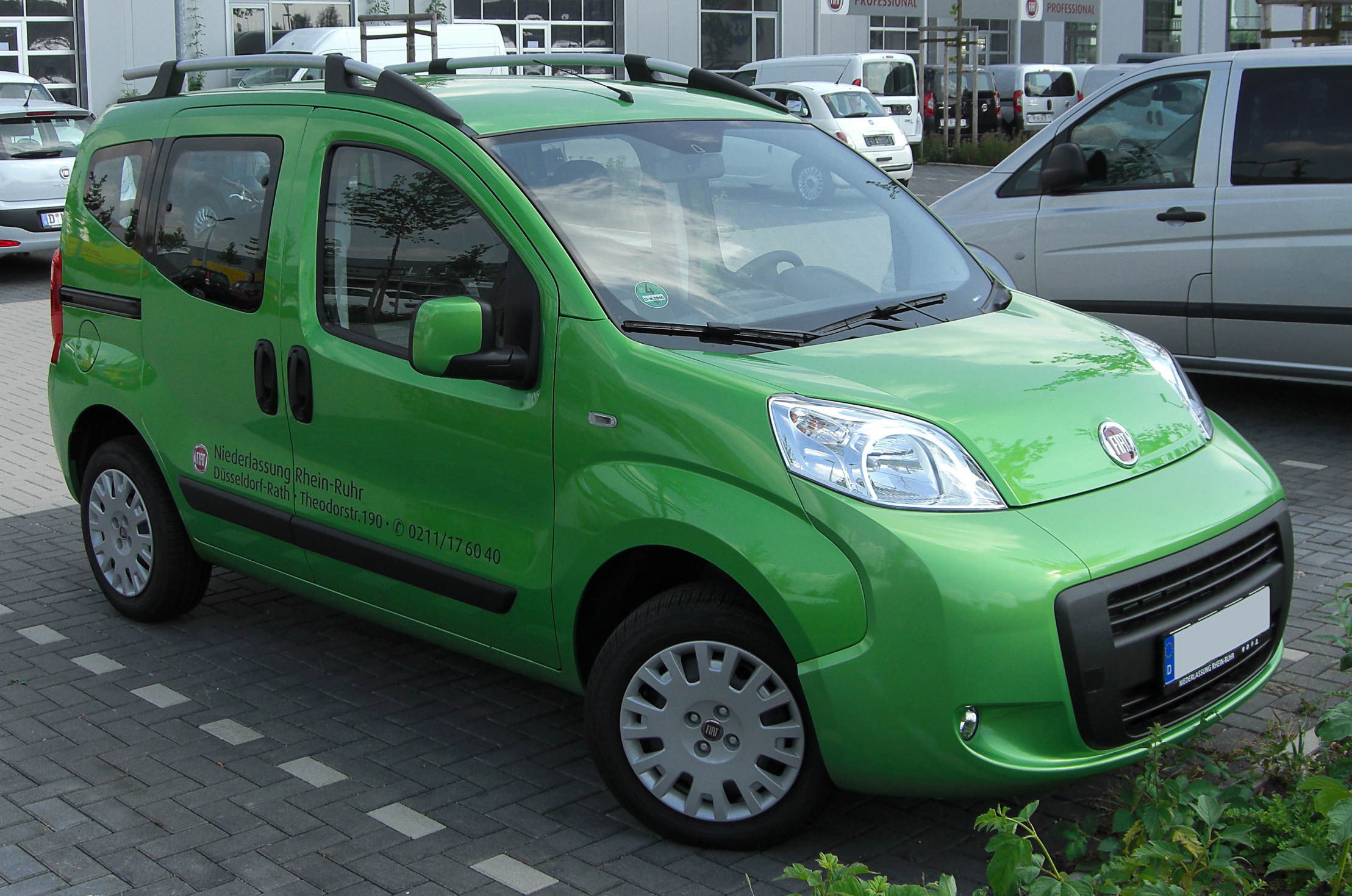
小型LAVのフィアット・クボ

レジャー・アクティビティ・ビークル（英: Leisure activity vehicle、略称: LAV ）は、小型バン、通常スーパーミニあるいはサブコンパクトカーと関連し、2列もしくは3列シートを備え、背が高く広大なラゲッジスペースとバックドアを備えたものを指す。このカテゴリの嚆矢は1977年（昭和52年）に発表されたマトラ・シムカ・ランチョであった。これらは欧州にて1990年代により安価で、より広々とした小型ファミリーカーの代替となった。
類似のジャンルとしてトールワゴン、ミニMPV、コンパクトMPVがあり、LAVもしばしばそれに分類されることがあるが、貨客兼用車（商用乗用兼用）として設計されている点が一般的なMPVとは異なる。

## 代表的な車種
- フォード・トルネオコネクト
- フォルクスワーゲン・キャディライフ
- シトロエン・ベルランゴ
- フィアット・ドブロ
- セヴェルLAV
- シュコダ・ルームスター
- プジョー・パートナー
- ルノー・カングー
- オペル/ボクスホール・コンボツアー